# دانشگاه فلایینگ
دانشگاه فلایینگ (به لهستانی: Uniwersytet Latający)، یک دانشگاه آموزشی و کار آفرینی زیرزمینی بود که بین سال‌های ۱۸۸۵ تا ۱۹۰۵ در ورشو فعالیت کرد. این دانشگاه مجدداً بین سال‌های ۱۹۷۷ تا ۱۹۸۱ احیا شد و مشغول به فعالیت شد. هدف از تاسیس این دانشگاه ایجاد فضای آموزشی برای جوانانی بود که امکان ادامه تحصیل را به‌خاطر شرایط حاکم بر جامعه نداشتند.